# Rainhart Lang
Rainhart Lang (* 8. Dezember 1953 in Mühlhausen/Thüringen) ist ein deutscher Wirtschaftswissenschaftler und emeritierter Hochschullehrer.

## Leben
Rainhart Lang studierte zunächst von 1972 bis 1976 Wirtschaftswissenschaften an der Karl-Marx-Universität Leipzig; daran schloss sich ein Forschungsstudium mit Schwerpunkt Arbeitswissenschaften ebendort an. 1980 promovierte er zum Dr. oec., 1987 zum Dr. sc. oec. Von 1980 bis 1982 arbeitete er als Abteilungsleiter im VEB Gießerei und Maschinenbau Leipzig. 1982 bis 1989 war er als Assistent und Oberassistent am Wissenschaftsbereich Leitung und Organisation der Industrie der Sektion Wirtschaftswissenschaften der Karl-Marx-Universität Leipzig tätig. Nach der Wende war er zunächst amtierender Leiter des Lehrstuhlbereiches Wirtschaftssoziologie/Sozialpolitik an der Fakultät für Wirtschaftswissenschaften der Universität Leipzig, ab 1992 Professor für Organisation und Arbeitswissenschaft an der Fakultät für Wirtschaftswissenschaften der Technischen Universität Chemnitz. Im Jahr 2017 wurde er emeritiert.
Rainhart Lang ist verheiratet und Vater von zwei Söhnen.

## Forschungsschwerpunkte
Die Forschungsschwerpunkte von Rainhart Lang sind Management und organisationaler Wandel im Transformationsprozess sowie Mitarbeiterführung. Er hat sich intensiv mit den Veränderungsprozessen in Organisationen der Transformationsstaaten Mittel- und Osteuropas (inkl. der ehemaligen Deutsche Demokratische Republik) befasst und dazu zahlreich publiziert.
1995 hat er das  Journal of East European Management Studies mitgegründet und verantwortet es bis heute maßgeblich. Bis 2015 war er Gastgeber des Chemnitzer Ostforums, einer alle zwei Jahre stattfindenden wissenschaftlichen Tagung zu Themen der organisationalen Transformation in den mittel- und osteuropäischen Ländern. Die wichtigsten Forschungsergebnisse dazu wurden in zahlreichen Herausgeberbänden veröffentlicht.
Rainhart Lang hat zudem  Beiträge zur Führungsforschung geleistet. Insbesondere hat er  im internationalen Forschungskonsortium GLOBE Ostdeutschland, später auch Gesamtdeutschland (mit-)repräsentiert und bearbeitet. Ende der 2000er-Jahre initiierte er zudem das Netzwerk GLOBE Student zur Erforschung studentischer Führungserwartungen und -wahrnehmungen in verschiedenen Ländern Mittel- und Osteuropas.
In seiner Forschung verfolgt Rainhart Lang den Ansatz, Probleme von Führung und Personal in Organisationen theoriebasiert und mit einer methodologisch reflektierten empirischen Perspektive zu untersuchen. Er ist (Mit-)Herausgeber von Lehrbüchern, darunter Moderne Organisationstheorien (zusammen mit Elke Weik) und Aktuelle Führungstheorien und -konzepte (zusammen mit Irma Rybnikova).

## Publikationen (Auswahl)
- R. Lang (Hrsg.): Wandel von Unternehmenskulturen in Ostdeutschland und Osteuropa. Rainer Hampp Verlag, 1996, ISBN 3-87988-170-7.
- E. Clark, R. Lang, K. Balaton (Hrsg.): Organizational change in transforming societies. In: Special Issue of International Studies of Management and Organization. Band 31, Nr. 2, 2001. (jstor.org)
- E. Weik, R. Lang (Hrsg.): Moderne Organisationstheorien. 2 Bände. Gabler, 2001/2003. doi:10.1007/978-3-322-92979-2, doi:10.1007/978-3-322-87011-7
- R. Lang, T. Steger: The odyssey of management knowledge to transforming societies: a critical review of a theoretical alternative. In: Human Resource Development International. Band 5, Nr. 3, 2002, S. 279–294. doi:10.1080/13678860210142146

- T. Steger, R. Lang: Career paths of the elite of former GDR combinates during the postsocialist transformation process. In: Journal of World Business. Band 38, Nr. 3, 2003, S. 168–181. doi:10.1016/S1090-9516(03)00017-8

- R. Lang (Hrsg.): The End of Transformation? Rainer Hampp Verlag, 2005, ISBN 3-87988-929-5.
- D. A. Waldman, M. Sully de Luque, N. Washburn, R. J. House et al. (including R. Lang): Cultural and leadership predictors of corporate social responsibility values of top management: a GLOBE study of 15 countries. In: Journal of International Business Studies. Band 37, 2006, S. 823–837. doi:10.1057/palgrave.jibs.8400230

- J. Steyrer, M. Schiffinger, R. Lang: Organizational commitment — A missing link between leadership behavior and organizational performance? In: Scandinavian Journal of Management. Band 24, Nr. 4, 2008, S. 364–374. doi:10.1016/j.scaman.2008.04.002

- T. Čater, R. Lang, E. Szabo (Hrsg.): Values and leadership expectations of future managers: GLOBE Student project. In: Special Issue of Journal for East European Management. Band 18, Nr. 4, 2013. (jstor.org)
- R. Lang, K. Rego: German Human Resource Management Professionals under Tensions: A Bourdieusian approach. In: German Journal of Human Resource Management. Band 29, Nr. 3-4, 2015, 259-279. doi:10.1177/239700221502900306

- R. Lang, N. Baldauf: Interkulturelles Management. Springer Gabler, 2016. (link.springer.com)
- R. Lang, I. Rybnikova: Discursive constructions of women managers in German mass media in the gender quota debate 2011–2013. In: Gender in Management. Band 31, Nr. 5/6, 2016, S. 359–373. doi:10.1108/GM-02-2016-0017

- T. Steger, R. Lang, I. Rybnikova (Hrsg.): Management in CEE countries between 1996 and 2016: Emerging and enduring issues. In: Special Issue of Journal of East European Management. Nomos, 2017.
- I. Rybnikova, R. Lang: Aktuelle Führungstheorien und -konzepte. 2., vollständig überarbeitete Auflage. Springer Gabler, 2021. doi:10.1007/978-3-658-35543-2

- I. Rybnikova, R. Lang: Meanings of management in the post-socialist higher education: the case of Lithuania. In: Baltic Journal of Management. Band 17, Nr. 4, 2022, S. 447–466. doi:10.1108/BJM-09-2020-0330
- R. Lang, K. Rego, I. Rybnikova: Mikropolitische Perspektiven und Widerstand im Arbeitsprozess: Der Elefant im Raum. In: H. Heiland, S. Schaupp (Hrsg.): Widerstand im Arbeitsprozess. Eine arbeitssoziologische Einführung.  2022, S. 83–116.